# Каоци
Каоци су насељено мјесто у општини Србац, Република Српска, БиХ. Према попису становништва из 2013. у насељу је живјело 594 становника.

## Географија
Каоци су подмотајичко и србачко насеље удаљено 10 километара од Српца које се налази на магистралном путу Србац — Дервента. Каоци се налазе између ријеке Саве и планине Мотајице.

## Историја
Пријашње насеље Каоци се налазило на удаљености од 4 до 5 километра од садашњег, у самом подножју планине Мотајице. У Каоцима је рођен Станко Богосавац, хајдучки харамбаша и један од учесника српске буне против Турака 1875. године.

## Култура
Туристичка организација општине Србац сваке године на излетишту Љесков Конак одржава „Хајдучке сусрете Србац-Каоци“ којима се евоцира успомена на хајдучка четовања Станка Богосавца и становника овога краја. У Каоцима се налази и традиоционална српска кућа из 1922. године у којој су сачувани предмети из ранијих времена.

## Привреда
Становништво се бави пољопривредом, а Каоци су богати воћњацима.

## Становништво
| Демографија | Демографија | Демографија |
| Година      | Становника  | Становника  |
| ----------- | ----------- | ----------- |
| 1948.       | 873         |             |
| 1953.       | 931         |             |
| 1961.       | 851         |             |
| 1971.       | 786         |             |
| 1981.       | 788         |             |
| 1991.       | 788         |             |
| 1993.       | 828         |             |
| 2013.       | 594         |             |

### Презимена
Најчешћа српска презимена у Каоцима су Давидовић, Мајсторовић, Шарић, Драгосаљевић, Гужвић, Новаковић, Богосавац, Ћирић, Блашчанин, Шумар, Ђурђевић, Јанковић, Митровић, Микић, Грковић, Санчанин, Петковић.

## Знамените личности
- Станко Богосавац, српски устаник и хајдучки харамбаша
- Ђуро Давидовић, свештеник Српске православне цркве